# Kiowa County (Colorado)
Das Kiowa County ist ein County im Osten des US-Bundesstaats Colorado. Der Verwaltungssitz (County Seat) ist Eads.

## Geographie
Das County wird von den Countys Cheyenne im Norden, Lincoln im Nordwesten, Crowley im Osten, Otero im Südwesten, Bent und Prowers im Süden umgeben. Hinter der Staatengrenze liegt im Osten das Greeley County (Kansas).

## Geschichte
1864, noch vor Gründung des Countys und Colorados, fand inmitten des heutigen Countys das Sand-Creek-Massaker statt. Im Colorado-Krieg wurde dies zunächst als siegreiche Schlacht der Weißen gegen feindliche Indianer bezeichnet. Allerdings ergaben Untersuchungen, dass es sich um die Tötung von alten Menschen und Kindern handelte. Sowohl der Gouverneur John Evans (1814–1897) als auch der befehlshabende Colonel John Chivington wurden dafür zur Verantwortung gezogen. Der Name des Countys rührt von den Kiowa-Indianern her.
Ab etwa 1880 wurde das Kiowa County zu einem agrikulturellen Zentrum Colorados und blieb dies bis zum Anfang des 20. Jahrhunderts. Begünstigt wurde dies auch durch die das County durchziehende Bahnlinie.
Heute ist das Gebiet fast menschenleer, lediglich mit Eads befindet sich hier noch eine nennenswerte Siedlung. Weitere Siedlungen drohen auf Dauer verlassen zu werden. Dies könnte zu einer Rückentwicklung des Kiowa Countys in den Zustand vor der intensiven Kultivierung führen: Prärie mit nährstoffarmem Grasland.

## Demografische Daten

Alterspyramide des Kiowa Countys (Stand: 2000)

Nach der Volkszählung im Jahr 2000 lebten im County 1622 Menschen. Es gab 665 Haushalte und 452 Familien. Die Bevölkerungsdichte betrug 0,1 Einwohner pro Quadratkilometer. Ethnisch betrachtet setzte sich die Bevölkerung zusammen aus 96,12 Prozent Weißen, 0,49 Prozent Afroamerikanern, 1,11 Prozent amerikanischen Ureinwohnern, 0,06 Prozent Bewohnern aus dem pazifischen Inselraum und 1,42 Prozent aus anderen ethnischen Gruppen; 0,80 Prozent stammten von zwei oder mehr Ethnien ab. 3,14 Prozent der Gesamtbevölkerung waren spanischer oder lateinamerikanischer Abstammung.
Von den 665 Haushalten hatten 28,9 Prozent Kinder und Jugendliche unter 18 Jahre, die bei ihnen lebten. 57,6 Prozent waren verheiratete, zusammenlebende Paare, 6,6 Prozent waren allein erziehende Mütter. 32,0 Prozent waren keine Familien. 29,8 Prozent waren Singlehaushalte und in 15,2 Prozent lebten Menschen im Alter von 65 Jahren oder darüber. Die Durchschnittshaushaltsgröße betrug 2,40 und die durchschnittliche Familiengröße lag bei 2,97 Personen.
Auf das gesamte County bezogen setzte sich die Bevölkerung zusammen aus 25,9 Prozent Einwohnern unter 18 Jahren, 7,3 Prozent zwischen 18 und 24 Jahren, 24,7 Prozent zwischen 25 und 44 Jahren, 24,6 Prozent zwischen 45 und 64 Jahren und 17,6 Prozent waren 65 Jahre alt oder darüber. Das Durchschnittsalter betrug 40 Jahre. Auf 100 weibliche Personen kamen 100,0 männliche Personen, auf 100 Frauen im Alter ab 18 Jahren kamen statistisch 97,4 Männer.
Das jährliche Durchschnittseinkommen eines Haushalts betrug 30.494 USD, das Durchschnittseinkommen der Familien betrug 35.536 USD. Männer hatten ein Durchschnittseinkommen von 26.136 USD, Frauen 18.897 USD. Das Prokopfeinkommen betrug 16.382 USD. 12,2 Prozent der Bevölkerung und 9,6 Prozent der Familien lebten unterhalb der Armutsgrenze. Darunter waren 11,5 Prozent der Bevölkerung unter 18 Jahren und 13,8 Prozent der Einwohner ab 65 Jahren.

## Sehenswürdigkeiten

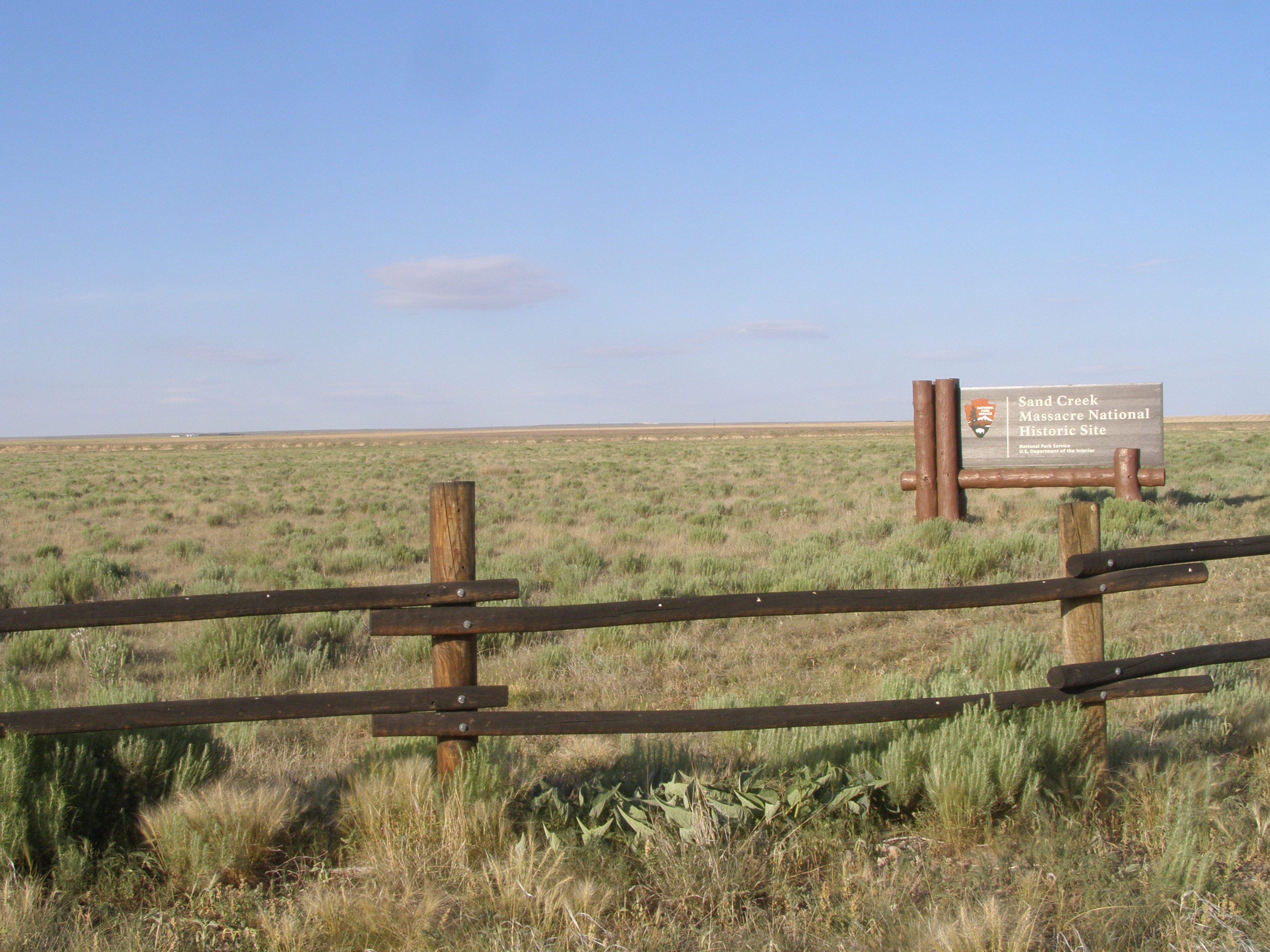
Sand Creek Massacre National Historic Site (2012). Diese Stätte erinnert an das Sand-Creek-Massaker von November 1864, dem 133 Cheyenne und Arapaho zum Opfer fielen. Im November 2000 wurde der Ort durch den Kongress zu einer National Historic Site erklärt.

Sechs Bauwerke, Stätten und historische Bezirke (Historic Districts) im Kiowa County sind im National Register of Historic Places („Nationales Verzeichnis historischer Orte“; NRHP) eingetragen (Stand 9. September 2022), darunter eine Kirche, eine Schule und ein Hotel. Mit der Sand Creek Massacre National Historic Site liegt außerdem eine National Historic Site im County.

## Orte im Kiowa County
- Arlington
- Brandon
- Chivington
- Eads
- Galatea
- Haswell
- Hawkins
- Sheridan Lake
- Stuart
- Towner